# ابراهیم بک
ابراهیم بک (۱۸۸۹ – ۳۱ اوت ۱۹۳۱) رهبر یک جنبش ضد شوروی به نام باسمه‌چی‌ها در آسیای میانه بود. او از طایفه ازبک لاقای ساکن در مناطق شرقی بخارا بود و یک مقاومت سازمان‌دهی‌شده را بر ضد ارتش شوروی در دهه ۱۹۲۰ میلادی رهبری می‌کرد. او به دلیل محافظه‌کاری دینی و وفاداری به امیر بخارا که بر کنار شده بود، با "اصلاح‌طلبانی" که دارای تفکرات جدیدیزم بودند، اختلاف داشت. او با انور پاشا در مدت زمان کوتاهی که در آسیای میانه بود، نیز مبارزه می‌کرد. گرچه ابراهیم بک یک رهبر خوب در جنگ چریکی بود، اساساً یادگار دوران قدیم بود و می‌خواست تاکتیک‌های نظامی پیچیده و فراوان خود را خارج از طبیعت سیاسی جنگ داخلی روسیه بیابد.
بک و باسمه‌چی‌ها با واحدهای ارتش سرخ با رهبری میخائیل فرونزه درگیر شدند و در بهار سال ۱۹۲۵ از آن‌ها شکست خوردند. شوروی‌ها اظهار می‌کردند که سرویس اطلاعاتی بریتانیا به بک کمک می‌کرده‌است.
بک در نهایت به سمت جنوب و افغانستان فرار کرد و همراه با فضیل مقسوم چندین حمله مرزی به مرزهای جمهوری تازه‌تاسیس تاجیکستان شوروی انجام داد. بک در سال ۱۹۳۱ با خیانت روستائیان تاجیک توسط مقامات شوروی دستگیر و سپس اعدام شد. در اواسط سال ۱۹۳۱ پیروان باسمچی وی تا حد زیادی توسط ارتش سرخ شکست خورده بودند.